# Kvantumtolvaj
A Kvantumtolvaj (The Quantum Thief) Hannu Rajaniemi 2010-ben megjelent hard science fiction regénye. A Kvantumtolvaj volt az író első műve, és trilógiává szeretné bővíteni. A sorozat második része, a Fraktálherceg 2012-ben látott napvilágot. A regény a poszthumán Naprendszerben játszódik, főszereplője pedig Jean le Flambeur mestertolvaj, akit Arsène Lupinről mintázott a szerző.
A regény annyira felkeltette Rajaniemi irodalmi ügynökének a figyelmét, hogy az első fejezet elolvasása után már trilógiára le is szerződtette az írót, akinek angol nyelven megírt regénye a brit Gollancznál jelent meg. A Kvantumtolvaj jelentős figyelmet kapott, mikor megjelent.
Magyarországon az Ad Astra adta ki a regényt 2012-ben, Juhász Viktor fordításában. A kiadó a második részt 2013 tavaszán jelentette meg.

## Történet
|  | Alább a cselekmény részletei következnek! |

A jövő Naprendszerében élő legendaként élő Jean le Flambeur mestertolvajt elfogják, és egy olyan börtönbe zárják, ahol saját másolatai ellen kell halálos párbajokat vívnia. Egy Mieli nevű ifjú hölgy kimenekíti a börtönből, de nem feltétel nélkül. Újra tolvajjá kell válnia, hogy ellopjon egy nagyon értékes dolgot. Ehhez azonban szüksége van az ellopott emlékeire, melyeket a Marson őriznek. Útját pedig az egyik legjobban képzett detektív keresztezi.
|  | Itt a vége a cselekmény részletezésének! |

## Kritikai visszhang
A regényt a kritikusok pozitívan fogadták, leginkább kihangsúlyozva azt, hogy ez a regény egy debütáló, elsőkönyves író munkája. Negatív kritikák is érték a regényt, leginkább azért, mert Rajaniemi nem igazán magyarázza el a regényében bemutatott technológiákat, hogy a kevésbé aktív olvasók is megérthessék a leírt adatokat.

## Díjak és elismerések
- 2011 Locus-díj jelölés a Kvantumtolvajért.
- 2012 Tähtivaeltaja-díj, a legjobb finn sci-fi regényért. Ezt a díjat a Kvantumtolvajjal nyerte meg.[2]
- 2011: John W. Campbell-emlékdíj jelölés.[3]

## Magyarul
- Kvantumtolvaj; ford. Juhász Viktor; Ad Astra, Bp., 2012